# Control judiciar
Controlul judiciar este un proces prin care acțiunile executive, legislative sau administrative ale unui guvern sunt supuse revizuirii de către puterea judecătorească.
În cadrul acestui proces, o instanță poate invalida legi, acte sau acțiuni guvernamentale care sunt incompatibile cu o autoritate superioară. De exemplu, o decizie executivă poate fi invalidată pentru că este ilegală sau un act legislativ poate fi invalidat pentru încălcarea termenilor unei constituții.
Controlul judiciar reprezintă una dintre mecanismele de echilibru și control în cadrul separării puterilor. Puterea judiciară având dreptul de a supraveghea ramurile legislative și executive atunci când acestea depășesc autoritatea conferită. Această doctrină variază în funcție de jurisdicție, iar procedura și domeniul de aplicare al controlului judiciar pot diferi între și în cadrul țărilor.

## Revizuirea actelor administrative și legislației secundare
Majoritatea sistemelor juridice permit instanțelor să revizuiască deciziile administrative ale autorităților publice (de exemplu, acordarea unei subvenții sau retragerea unui permis de ședere). În unele țări, cum ar fi Franța și Germania, există instanțe administrative specializate. În alte țări (inclusiv Statele Unite și Regatul Unit), controlul judiciar se realizează de instanțele civile obișnuite.

## Revizuirea legii primare
Există trei abordări pentru controlul constituționalității legislației primare:
1. Fără control din partea instanțelor: În unele țări, cum ar fi Regatul Unit și Țările de Jos, legislația primară nu poate fi revizuită de instanțe.
2. Control de instanțele generale: În țările de drept jurisprudențial (comun) precum Australia, Canada, Statele Unite, instanțele generale revizuiesc legile și le declară constituționale sau neconstituționale.
3. Control de instanțe specializate: În unele țări precum Cehia, Austria și România, un tribunal constituțional specializat revizuiește constituționalitatea legislației primare.

## Control judiciar în România
În România, controlul judiciar este reglementat prin Legea nr. 135/2010 privind Codul de procedură penală și modificările ulterioare, care stabilesc cadrul general pentru revizuirea acțiunilor autorităților publice. În contextul constituțional, controlul judiciar reprezintă un mecanism esențial de protecție a drepturilor cetățenilor, având rolul de a verifica dacă acțiunile executivului și ale autorităților administrative respectă legea și Constituția.
Un aspect important al controlului judiciar în România se referă la controlul judiciar al măsurilor preventive. Potrivit Codului de procedură penală, instanțele de judecată pot revizui măsurile preventive dispuse de procurori (de exemplu, arestul preventiv sau controlul judiciar), astfel încât să se asigure că drepturile fundamentale ale persoanelor implicate sunt respectate. Instanțele pot modifica, înlătura sau înlocui măsurile, în funcție de evoluția cazului.
Controlul judiciar al actelor administrative este reglementat de Legea nr. 554/2004 privind contenciosul administrativ. Conform acestei legi, orice persoană care consideră că drepturile sau interesele sale legitime au fost încălcate de către o autoritate publică poate solicita instanței de contencios administrativ anularea sau modificarea actelor administrative. Acesta este un control eficient pentru a preveni abuzurile de putere din partea autorităților administrative. Instanțele românești sunt competente să verifice legalitatea deciziilor luate de autoritățile administrative centrale și locale, dar și de către alte instituții publice. De exemplu, instanțele pot interveni în cazul unor acte administrative precum permisele de construcție, autorizațiile sau diverse sancțiuni administrative.

### Controlul judiciar al legii fundamentale
Curtea Constituțională joacă un rol esențial în cadrul controlului judiciar. Legea nr. 47/1992 privind organizarea și funcționarea Curții Constituționale reglementează procedura prin care această instanță examinează constituționalitatea legilor și a altor acte normative. Curtea poate pronunța un control ex ante (pre-legislativ) asupra unor acte legislative, precum și un control ex post (post-legislativ) asupra legilor adoptate de Parlament. Aceasta poate declara neconstituționalitatea unui act normativ, iar deciziile Curții Constituționale sunt obligatorii pentru toate autoritățile publice.

### Controlul judiciar al legislației secundare
Pe lângă controlul asupra actelor administrative, instanțele din România au și competența de a revizui actele administrative normative (de exemplu, ordonanțele, hotărârile de guvern, ordinele și dispozițiile emise de autoritățile publice). Acest tip de control judiciar este important pentru a asigura conformitatea actelor administrative secundare cu legislația primară (Constituția și legile adoptate de Parlament).